# Districte de Ròchafòrt
El Districte de Rochefort és un dels cinc districtes del departament francès del Charente Marítim, a la regió de la Nova Aquitània. Té 13 cantons (Aigrefeuille-d'Aunis, Le Château-d'Oléron, Marennes, Rochefort-Centre, Rochefort-Nord, Rochefort-Sud, Royan-Est, Royan-Oest, Saint-Agnant, Saint-Pierre-d'Oléron, Surgères, Tonnay-Charente, La Tremblade) i 79 municipis. El cap del districte és la sotsprefectura de Ròchafòrt.

## Evolució demogràfica
| Evolució de la població INSEE |      |      |      |      |      |      |      |      |
| 1793                          | 1800 | 1806 | 1821 | 1831 | 1836 | 1841 | 1846 | 1851 |
| -                             | -    | -    | -    | -    | -    | -    | -    | -    |

| 1856 | 1861 | 1866 | 1872 | 1876 | 1881 | 1886 | 1891 | 1896 |
| ---- | ---- | ---- | ---- | ---- | ---- | ---- | ---- | ---- |
| -    | -    | -    | -    | -    | -    | -    | -    | -    |

| 1901 | 1906 | 1911 | 1921 | 1926 | 1931 | 1936 | 1946    | 1954    |
| ---- | ---- | ---- | ---- | ---- | ---- | ---- | ------- | ------- |
| -    | -    | -    | -    | -    | -    | -    | 114.222 | 127.555 |

| 1962    | 1968    | 1975    | 1982    | 1990    | 1999    | 2006 | 2011 | 2016 |
| ------- | ------- | ------- | ------- | ------- | ------- | ---- | ---- | ---- |
| 135.211 | 139.934 | 142.794 | 147.331 | 153.256 | 161.340 | -    | -    | -    |

| 2019 | - | - | - | - | - | - | - | - |
| ---- | - | - | - | - | - | - | - | - |
| -    | - | - | - | - | - | - | - | - |

Histograma

(elaboració gràfica per Wikipèdia)